# Laguna de Perlas
Laguna de Perlas (Nederlands: Lagune van de Parels) is een gemeente in de autome regio Costa Caribe Sur in Nicaragua. Ze heeft 16.500 inwoners, waarvan ongeveer veertig procent in urbaan gebied (área de residencia urbano) woont.
De gemeente ligt in het oosten van het land aan de Caribische Zee.
In Laguna de Perlas waren lange tijd geen wegen naar andere plaatsen. Inwoners konden wel naar het iets zuidelijker gelegen Bluefields met de boot. Sedert 2011 is er een weg aangelegd, waardoor de plaats met de hoofdstad Managua is verbonden.

## Stedenband
- Montclair (Verenigde Staten)